# 毛枝吊石苣苔
毛枝吊石苣苔（学名：Lysionotus wardii），为苦苣苔科吊石苣苔属下的一个植物种。